# Canal pudend

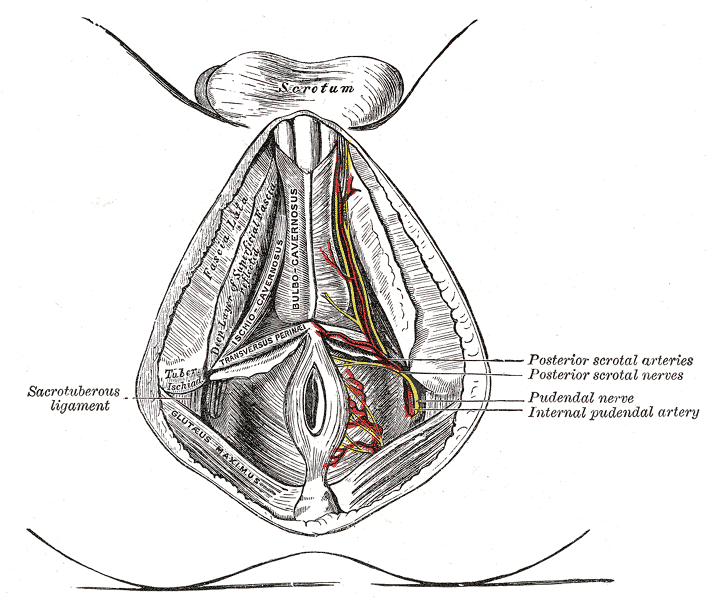
Les branques superficials de l'artèria púdica interna (el canal no està etiquetat, però el nervi pudend i l'artèria púdica interna estan etiquetats a la part inferior dreta)

El canal pudend, canal púdic o canal d'Alcock és una estructura anatòmica de la pelvis per on passen l'artèria pudend interna, les venes pudends internes i el nervi pudend.

## Història
El terme pudend prové del llatí pudenda, que significa genitals externs, derivats de pudendum, que significa "parts de les quals avergonyir-se". El canal pudend també es coneix amb el terme homònim "canal d'Alcock", en relació de Benjamin Alcock, un anatomista irlandès que va documentar el canal el 1836. Alcock va documentar l'existència del canal i del nervi pudend en una contribució sobre les artèries ilíaques a The Cyclopaedia of Anatomy and Physiology de Robert Bentley Todd.

## Estructura
El canal pudend està format per la fàscia del múscul obturador intern, o fàscia obturadora. Inclou el següent:
- Artèria pudend interna.
- Venes pudends internes.
- Nervi pudend[4]

Aquests vasos i nervis travessen la superfície pèlvica de l'obturador intern.

## Importància clínica
L'atrapament del nervi pudend es pot produir quan aquest es comprimeix mentre passa pel canal pudend.